# Buick GL8
El Buick GL8 es una minivan fabricada por Shanghai GM, una empresa conjunta entre la automotriz china SAIC Motor y la automotriz estadounidense General Motors. Cabe destacar que el Buick GL8 solo se vende en China.
Siendo introducido en 1999, la primera generación de Buick GL8 es similar a las minivans fabricadas en GM que se venden en Norteamérica (Chevrolet Uplander, Chevrolet Venture, Buick Terraza, Oldsmobile Silhouette, Pontiac Trans Sport, Pontiac Trans Sport Montana, Pontiac Montana, Pontiac Montana SV6 y Saturn RELAY), y está construido sobre la plataforma U-body de GM, que también es utilizada por las minivans fabricadas por GM que se venden en Norteamérica, así como por Buick Rendezvous y Pontiac Aztek, que son ambas de tamaño medio.